# Kirk Browning
Pour les articles homonymes, voir Browning.
Kirk Browning est un réalisateur américain né le 28 mars 1921 à New York et mort le 10 février 2008.

## Filmographie
- 1951 : Amahl and the Night Visitors (TV)
- 1957 : The Frank Sinatra Show (en) (série télévisée)
- 1959 : The Bell Telephone Hour (en) (série télévisée)
- 1959 : Once Upon a Christmas Time (TV)
- 1962 : The Labyrinth (TV)
- 1963 : Amahl and the Night Visitors (TV)
- 1967 : Damn Yankees! (en) (TV)
- 1974 : The Daughter of the Regiment (TV)
- 1974 : Enemies (TV)
- 1974 : June Moon (TV)
- 1974 : La Marque du poète (A Touch of the Poet) (TV)
- 1975 : Roberto Devereux (TV)
- 1975 : The Rules of the Game (TV)
- 1976 : The Barber of Seville (TV)
- 1976 : The Time of Your Life (en) (TV)
- 1976 : La Mégère apprivoisée (The Taming of the Shrew) (TV)
- 1977 : Manon (TV)
- 1977 : Rigoletto (TV)
- 1977 : The Prince of Homburg (TV)
- 1977 : Live from the Metropolitan Opera (série télévisée)
- 1977 : The Royal Family (TV)
- 1978 : Tartuffe (TV)
- 1979 : A Life in the Theater (TV)
- 1979 : Street Scene (TV)
- 1980 : Snow White Live (TV)
- 1980 : Manon Lescaut (TV)
- 1980 : Pension Fund Benefit Concert (TV)
- 1980 : Big Blonde (TV)
- 1981 : Samson et Dalila (TV)
- 1981 : Looking Back (TV)
- 1981 : L'Elisir d'amore (TV)
- 1982 : Fifth of July (TV)
- 1982 : Macbeth (TV)
- 1982 : La Bohème (TV)
- 1982 : Working (TV)
- 1982 : Ian McKellen: Acting Shakespeare (TV)
- 1983 : Ernani (TV)
- 1983 : Lucia di Lammermoor (TV)
- 1983 : Alice au pays des merveilles (TV)
- 1984 : Evgeniy Onegin (TV)
- 1984 : You Can't Take It with You (TV)
- 1984 : La Forza del destino (TV)
- 1985 : Tosca (TV)
- 1985 : The Gospel at Colonus (TV)
- 1986 : Liberty Weekend (TV)
- 1987 : The House of Blue Leaves (TV)
- 1988 : A Walk in the Woods (en) (TV)
- 1988 : Turandot (TV)
- 1989 : Our Town (TV)
- 1991 : The Grapes of Wrath (TV)
- 1991 : O Pioneers! (TV)
- 1992 : Tru (TV)
- 1998 : A Streetcar Named Desire (TV)
- 2000 : Death of a Salesman (TV)